# Cicindela theatina
Cicindela theatina är en skalbaggsart som beskrevs av Bernard Rotger 1944. Cicindela theatina ingår i släktet Cicindela och familjen jordlöpare. Inga underarter finns listade i Catalogue of Life.

## Bildgalleri

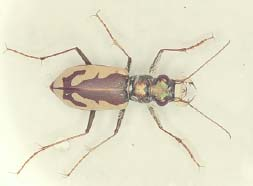